# 28e Grammy Awards
De 28e uitreiking van de jaarlijkse Grammy Awards vond plaats op 25 februari 1986 in het Shrine Auditorium in Los Angeles. De show werd gepresenteerd door countryzanger Kenny Rogers en werd uitgezonden door CBS.
De show werd gedomineerd door het succes van USA For Africa's We Are The World  uit 1985. De plaat won in totaal vier Grammy's, onder meer voor Song of the Year. Die prijs ging naar de componisten van het nummer, Lionel Richie en Michael Jackson. Voor Richie was het een zoete overwinning nadat hij al vijf keer eerder genomineerd was geweest in deze prestigieuze categorie zonder te winnen.
De andere drie prijzen voor We Are The World, inclusief Record of the Year, werden uitgereikt aan producer Quincy Jones, zodat hij drie Grammy's aan zijn al imposante aantal van zestien kon toevoegen. Met 19 Grammy's was hij nog maar één verwijderd van het record (tot dan toe) voor een popartiest, dat op naam stond van Henry Mancini.
Een andere grote winnaar was Phil Collins, die drie Grammy's won voor zijn album No Jacket Required, inclusief de belangrijke Album of the Year prijs.
In de klassieke categorieën was de winst van het Atlanta Symphony Orchestra opvallend. Er waren drie Grammy's voor het album Berlioz: Requiem van het orkest, dat onder leiding stond van dirigent Robert Shaw. Bovendien won het orkest nog een Grammy voor een andere opname in de categorie voor Best Orchestral Performance. Er was nogal wat te doen rond deze oogst, want het orkest had nog nooit eerder gewonnen en was schijnbaar vanuit het niets op de lijst van nominaties gekomen. In de categorie voor het beste klassieke album kreeg het orkest vier van de vijf oorspronkelijke nominaties, waarna de organiserende Recording Academy nog haastig een paar andere albums aan de nominatielijst toevoegde om de hegemonie van het Atlanta Symphony Orchestra niet al te groot te maken. Er werd gesuggereerd dat de plotselinge winst van het orkest te maken had met het feit dat veel mensen uit en rond het orkest lid waren geworden van de Recording Academy, zodat het orkest kon rekenen op veel stemmen in het nominatieproces. Dankzij het succes van het Atlantic Symphony Orchestra kregen dirigent Robert Shaw en producer Robert Woods elk drie Grammy Awards.
Een ander succesverhaal was dat van Manhattan Transfer en het album Vocalese. Het album had maar liefst 12 nominaties gekregen, het op een na hoogste aantal tot dan toe voor één album. Recordhouder was Thriller van Michael Jackson met vijftien nominaties. De twaalf nominaties voor Vocalese leverden uiteindelijk drie Grammy's op: voor het hele album in de categorie voor beste jazz-groep en twee voor het nummer Another Night in Tunisia, voor beste jazz-zanger en beste jazz-arrangement.
Stevie Wonder won eindelijk weer eens een Grammy. Nadat hij van 1974 tot en met 1977 vijftien Grammy's had verzameld, had het 
vervolgens negen jaar geduurd voordat hij er weer eentje kreeg. Dit keer voor het album In Square Circle. Jimmy Webb won met zijn compositie Highwayman zijn eerste Grammy in 17 jaar, nadat hij in 1969 voor het laatst had gewonnen voor zijn nummer Up, Up and Away.
Er was één postume Grammy, voor arrangeur en orkestleider Nelson Riddle. Hij kreeg een prijs voor zijn arrangementen voor het album Lush Life van Linda Ronstadt.
Een opvallende nieuwe categorie was die voor beste polka-album. In Europa niet zo'n bekend of populair genre, maar in de VS was er voldoende belangstelling voor om een aparte Grammy-categorie te rechtvaardigen. De prijs werd tussen 1986 en 2009 24 keer uitgereikt. Daarvan kreeg polka-artiest Jimmy Sturr 18 onderscheidingen, waaruit kan worden opgemaakt dat de top van de polka-scene in de VS vrij smal is.

## Winnaars

### Algemeen
- Album of the Year
  - "No Jacket Required" - Phil Collins (artiest); Phil Collins & Hugh Padgham (producers)
- Record of the Year
  - "We Are The World" - USA For Africa (prijs uitgereikt aan Quincy Jones, producer)
- Song of the Year
  - Lionel Richie & Michael Jackson (componisten) voor We Are The World, uitvoerenden: USA For Africa
- Best New Artist
  - Sade

### Pop
- Best Pop Vocal Performance (zangeres)
  - "Saving All My Love For You" - Whitney Houston
- Best Pop Vocal Performance (zanger)
  - "No Jacket Required" - Phil Collins
- Best Pop Vocal Performance (duo/groep)
  - "We Are The World" - USA For Africa (prijs uitgereikt aan Quincy Jones, producer)
- Best Pop Instrumental Performance
  - "Miami Vice Theme" - Jan Hammer

### Country
- Best Country Vocal Performance (zangeres)
  - "I Don't Know Why You Don't Want Me" - Rosanne Cash
- Best Country Vocal Performance (zanger)
  - "Lost in the Fifties Tonight (In the Still of the Night)" - Ronnie Milsap
- Best Country Vocal Performance (duo/groep)
  - "Why Not Me" - The Judds
- Best Country Instrumental Performance
  - "Cosmic Square Dance" - Chet Atkins & Mark Knopfler
- Best Country Song
  - Jimmy Webb (componist) voor "Highwayman" (uitvoerenden: Johnny Cash, Waylon Jennings, Kris Kristofferson & Willie Nelson)

### R&B
- Best R&B Vocal Performance (zangeres)
  - "Freeway of Love" - Aretha Franklin
- Best R&B Vocal Performance (zanger)
  - "In Square Circle" - Stevie Wonder
- Best R&B Vocal Performance (duo/groep)
  - "Nightshift" - The Commodores
- Best R&B Instrumental Performance
  - "Musician" - Ernie Watts
- Best R&B Song
  - Jeffrey Cohen & Narada Michael Walden (componisten) voor Freeway of Love, uitvoerende: Aretha Franklin

### Rock
- Best Rock Vocal Performance (zangeres)
  - "One of the Living" - Tina Turner
- Best Rock Vocal Performance (zanger)
  - "The Boys of Summer" - Don Henley
- Best Rock Vocal Performance (duo/groep)
  - "Money for Nothing" - Dire Straits
- Best Rock Instrumental Performance
  - "Escape" - Jeff Beck

### Blues
- Best Traditional Blues Recording
  - "My Guitar Sings the Blues" - B.B. King

### Folk/Traditioneel
- Best Ethnic or Traditional Folk Recording
  - "My Toot Toot" - Rockin' Sidney

### Polka
- Best Polka Recording
  - "70 Years of Hits" - Frank Yankovic

### Latin
- Beste latin pop-optreden
  - "Es Facil Amar" - Lani Hall
- Best Tropical Latin Performance
  - "Mambo Diablo" - Tito Puente 'en' "Solito" - Eddie Palmieri
- Best Mexican-American Performance
  - "Simplemente Mujer" - Vikki Carr

### Reggae
- Best Reggae Recording
  - "Cliff Hanger" - Jimmy Cliff

### Gospel
- Best Gospel Performance (zangeres)
  - "Unguarded" - Amy Grant
- Best Gospel Performance (zanger)
  - "How Excellent is Thy Name" - Larnelle Harris
- Best Gospel Performance (duo/groep/koor)
  - "I've Just Seen Jesus" - Larnelle Harris & Sandi Patti
- Best Soul Gospel Performance (zangeres)
  - "Martin" - Shirley Caesar
- Best Soul Gospel Performance (zanger)
  - "Bring Back the Days of Yes and Nay" - Marvin Winans
- Best Soul Gospel Performance (duo/groep/koor)
  - "Tomorrow" - The Winans
- Best Inspirational Performance (religieus)
  - "Come Sunday" - Jennifer Holliday

### Jazz
- Best Jazz Vocal Performance (zangeres)
  - "Cleo at Carnegie - The 10th Anniversary Concert" - Cleo Laine
- Best Jazz Vocal Performance (zanger)
  - "Another Night in Tunisia" - Jon Hendricks & Bobby McFerrin
- Best Jazz Vocal Performance (duo/groep)
  - "Vocalese" - Manhattan Transfer
- Best Jazz Instrumental Performance (instrumentale solist)
  - "Black Codes from The Underground" - Wynton Marsalis
- Best Jazz Instrumental Performance (groep)
  - "Black Codes from The Underground" - Wynton Marsalis Group
- Best Jazz Instrumental Performance (big band)
  - "The Cotton Club (Original Soundtrack)" - Bob Wilber & John Barry
- Best Jazz Fusion Performance
  - "Straight to the Heart" - David Sanborn

### Klassieke muziek
Vetgedrukte namen ontvingen een Grammy. Overige uitvoerenden, zoals orkesten, solisten e.d., die niet in aanmerking kwamen voor een Grammy, staan in kleine letters vermeld.
- Best Classical Orchestral Recording (orkest)
  - "Fauré: Pelleas et Melisande" - Robert Shaw (dirigent); Robert Woods (producer)
  - Atlanta Symphony Orchestra, orkest
- Best Classical Vocal Soloist Performance (klassieke zanger[es])
  - "Berlioz: Requiem" - John Aler (solist)
  - Atlanta Symphony Orchestra o.l.v. Robert Shaw
- Best Opera Recording
  - "Schönberg: Moses und Aron" - Franz Mazura & Philip Langridge (solisten); Georg Solti (dirigent); James Mallinson (producer)
  - Chicago Symphony Orchestra & Chorus, koor en orkest
- Best Choral Performance (koor)
  - "Berlioz: Requiem" - Robert Shaw (dirigent)
  - Atlanta Symphony Orchestra & Chorus, koor en orkest
- Best Classical Performance (instrumentale solist met orkestbegeleiding)
  - "Elgar: Cello Concerto, Op. 85/Walton: Concerto for Cello & Orchestra" - Yo-Yo Ma (solist)
  - London Symphony Orchestra o.l.v. Andre Previn
- Best Classical Performance (instrumentale solist zonder orkestbegeleiding)
  - "Ravel: Gaspard de la Nuit; Pavane Pour Une Infante Defunte; Valses Nobles et Sentimentales" - Vladimir Ashkenazy
- Best Chamber Music Performance (kamermuziek)
  - "Brahms: Cello and Piano Sonatas in E Minor and F" - Yo-Yo Ma & Emanuel Ax
- Best Classical Contemporary Composition (compositie)
  - Andrew Lloyd Webber (componist) voor Requiem (uitvoerenden: Sarah Brightman & Placido Domingo
- Best Classical Album
  - "Berlioz: Requiem" - Robert Shaw (dirigent); John Aler (solist); Robert Woods (producer)
  - Atlanta Symphony Orchestra & Chorus, koor en orkest
- Best New Classical Artist
  - Chicago Pro Musica

### Comedy
- Best Comedy Recording
  - "Original Broadway Show Recording" - Whoopi Goldberg

### Composing & Arranging (Compositie & arrangementen)
- Best Instrumental Composition
  - Jan Hammer (componist/uitvoerende) voor Miami Vice Theme
- Best Album of Original Score Written for a Motion Picture or a Television Special (Beste film- of tv-soundtrack)
  - "Beverly Hills Cop (Soundtrack)" - Allee Willis, Bunny Hull, Dan Sembello, Harold Faltermeyer, Hawk, Howard Hewett, Howie Rice, Jon Gilutin, Keith Forsey, Marc Benno, Micki Free, Richard C. Theisen II, Sharon Robinson & Sue Sheridan (componisten)
- Best Arrangement on an Instrumental (Beste instrumentale arrangement)
  - Dave Grusin & Lee Ritenour (arrangeurs) voor Early A.M. Attitude
- Best Instrumental Arrangement Accompanying Vocal(s) (Beste instrumentale arrangement met zangbegeleiding)
  - Nelson Riddle (arrangeur) voor Lush Life, uitvoerende: Linda Ronstadt
- Best Vocal Arrangement for Two or More Voices (Beste meerstemmig zangarrangement)
  - Bobby McFerrin & Cheryl Bentyne (arrangeurs) voor Another Night in Tunisia, uitvoerenden: Manhattan Transfer

### Kinderrepertoire
- Best Recording for Children
  - "Follow That Bird - Original Soundtrack" - Jim Henson & Steve Buckingham (producers), uitvoerenden: cast van Sesame Street

### Musical
- Best Cast Show Album
  - "West Side Story" - John McClure (producer) (uitvoerenden: Kiri Te Kanawa & Jose Carreras

### Hoezen
- Best Album Package
  - John Kosh & Ron Larsson (ontwerpers) voor Lush Life, uitvoerende: Linda Ronstadt
- Best Album Notes (Beste hoestekst)
  - Peter Guralnick (schrijver) voor Live At The Harlem Square Club, 1963, uitvoerende: Sam Cooke

### Production & Engineering (Productie & techniek)
- Best Engineered Recording, Non Classical (Beste techniek op niet-klassiek album)
  - Neil Dorfsman (technicus) voor Brothers In Arms, uitvoerenden: Dire Straits
- Best Engineered Recording, Classical (Beste techniek op klassiek album)
  - Jack Renner (technicus) voor Berlioz: Requiem, uitvoerenden: Atlanty Symphony Orchestra o.l.v. Robert Shaw
- Producer of the Year (Non-Classical)
  - Phil Collins & Hugh Padgham
- Classical Producer of the Year
  - Robert Woods

### Gesproken Woord
- Best Spoken Word or Non-Musical Recording
  - "Ma Rainey's Black Bottom" - Mike Berniker (producer), uitvoerenden: Original Broadway Cast

### Historisch
- Best Historical Album
  - "RCA/Met - 100 Singers - 100 Years" - John Pfeiffer (producer)

### Video
- Best Music Video (Short Form)
  - "We Are The World - The Video Event" - Tom Trbovich (regisseur) & Quincy Jones (video producer), uitvoerenden: USA For Africa
- Best Music Video (Long Form)
  - "The Heart of Rock 'n Roll" - Bruce Gowers (video producer); Huey Lewis & The News (artiesten)

## Verwijzingen
1. ↑  1986 Grammy Award nominees - zie "Best Classical Album". Gearchiveerd op 27 maart 2023.
2. ↑  Grammy controversy: "A call for immediate attention" - Billboard, 1 februari 1986